# فريدي مونتيرو
فريدي هينكاير مونتيرو مونوز (بالإسبانية: Fredy Henkyer Montero Muñoz)‏ وهو لاعب كُرَة قَدَم كولومبي في مركز الهجوم ولد في يوم 26 يوليو 1987 في بلدة كامبو دي لا كروز في كولومبيا وهو يلعب حالياً يلعب مع سبورتينغ لشبونة وسبق له اللعب مع نادي ديبورتيفو لوس ميلوناريوس و نادي سياتل سوندرز وأتليتيكو هويلا ونادي أكاديميكا وديبورتيفو كالي ولعب مع منتخب كولومبيا لكرة القدم ويبلغ طوله 176 سم.

## روابط خارجية
- فريدي مونتيرو على موقع الاتحاد الدولي (مؤرشف)  (الإنجليزية)
- فريدي مونتيرو على موقع الدوري الأمريكي (الإنجليزية)
- فريدي مونتيرو على موقع قاعدة بيانات كرة القدم.إي يو (الإنجليزية)
- فريدي مونتيرو على موقع ليكيب (الفرنسية)
- فريدي مونتيرو على موقع ناشيونال فوتبول تيمز (الإنجليزية)
- فريدي مونتيرو على موقع Soccerway.com (الإنجليزية)
- فريدي مونتيرو على موقع عالم كرة القدم.نت (الإنجليزية)
- فريدي مونتيرو على موقع AS.com (الإسبانية)